# Ofermod
Ofermod är ett svenskt black metal-band från Norrköping som bildades 1996.
I mars 2006 dömdes Mika "Belfagor" till fängelse för rån och misshandel, vilket försenade deras skiva Tiamtü.
Mika Hakola ("Belfagor") dömdes åren 2012, 2013 och 2017 för olika fall av kvinnomisshandel då han skar sin flickvän med kniv samt slog och hotade denne upprepade gånger, han hotade även att döda husdjuren hon ägde. På facebook skriver bandet att de ska fortsätta försöka turnera när Mika Hakola släpps ut efter senaste domen.  

## Medlemmar
Nuvarande medlemmar
- Mika Hakola (aka Belfagor) – sång, gitarr (1996– )
- R. Fjäll (Robin Fjäll aka Rudra) – basgitarr (2012– )

Tidigare medlemmar
- Mist (Mikael Schelén) – basgitarr
- Moloch – sång
- Nebiros (Jonas Tengner) – sång (1997–2011)
- Shiva (Tore Stjerna aka Necromorbus) – trummor (2004–?)
- Atum (Emil Lundin) – gitarr (2004–?)
- J. Kvarnbrink (Johannes Kvarnbrink) – basgitarr (2004), gitarr, sång (2012–2017)
- S. Samuelsson (Simon Samuelsson) – trummor (2012–2017)

Turnerande medlemmar
- Niklas Karlsson – basgitarr
- Frater L. (Lars Broddesson) – trummor
- Nebiros (Jonas Tengner) – sång (2012)
- Jocke Wallgren – trummor (2015)
- Kristoffer Andersson – gitarr (2015)

## Diskografi
Demo
- 2004 – Netivah Ha-Chokmah

Studioalbum
- 2008 – Tiamtü (CD/LP)
- 2012 – Thaumiel (CD/LP)
- 2017 – Sol Nox

EP
- 1998 – Mystérion Tés Anomias (7" vinyl)
- 2005 – Mystérion Tés Anomias (CD/LP) (Återutgåva inkluderande Netivah Ha-Chokmah)
- 2014 – Serpents Dance (7" vinyl)

Annat
- 2019 – Black Metal Terror (4 x 7" vinyl: Triumphator / Watain / Ofermod / Malign)